# Aviso

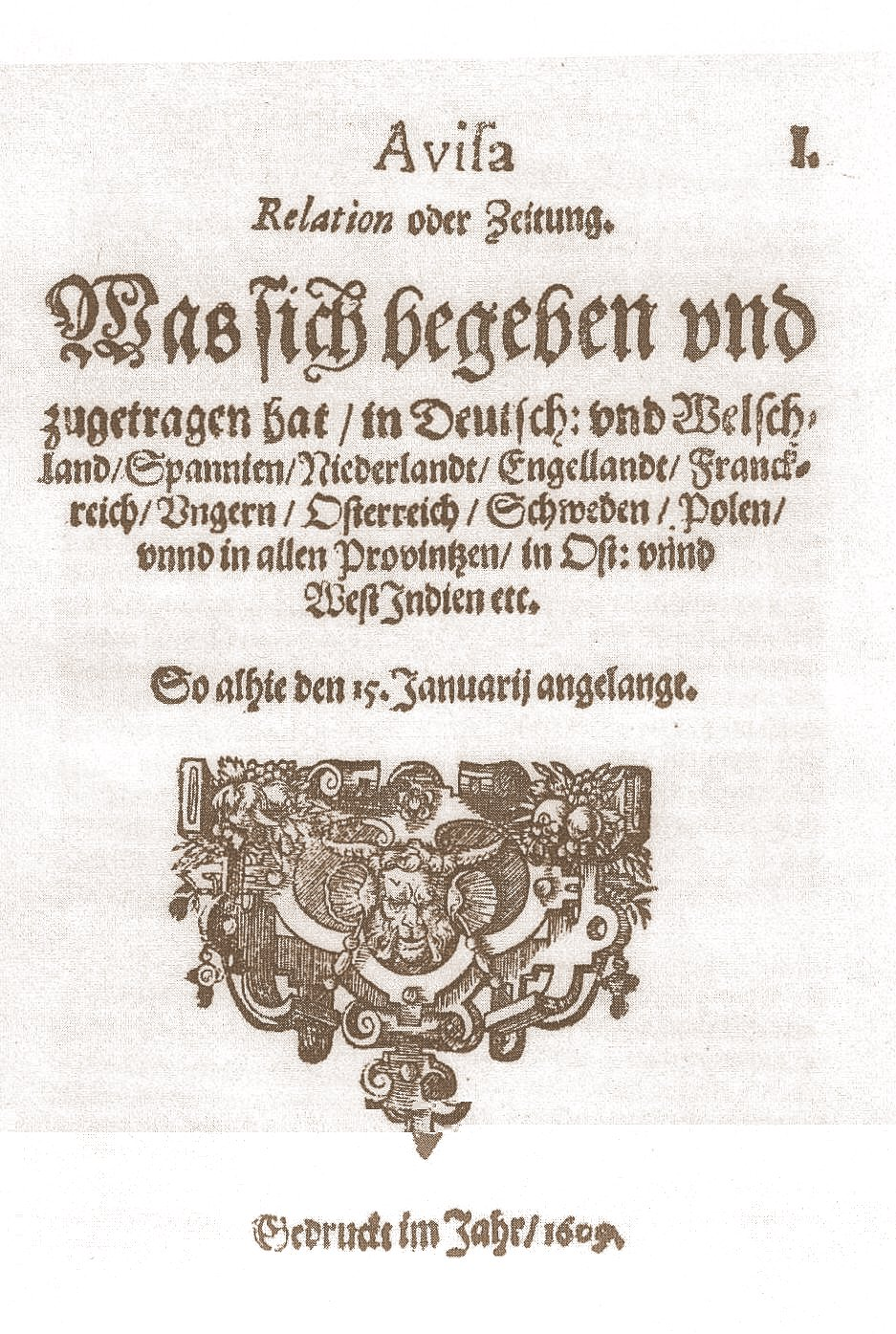
Aviso – odcinek 1

Aviso – prawdopodobnie najstarsza gazeta niemieckojęzyczna, obok wydawanej w Strasburgu Relation aller Fuernemmen und gedenckwuerdigen Historien.
Pierwsze wydanie „Aviso” pojawiło się 15 stycznia 1609 w Wolfenbüttel. „Aviso” nosiło bardzo długi barokowy i opisowy podtytuł: Was sich begeben und zugetragen hat / in Deutsch: und Welschland / Spannien / Niederlandt / Engellandt / Franckreich / Ungern / Osterreich / Schweden / Polen / und in allen Provintzen / in Ost: unnd West-Indien etc. (Co zdarzyło się w Kraju Niemców i Włochów / Hiszpanii / Niderlandach / Anglii / Francji / na Węgrzech etc).
„Aviso” znaczy „wiadomość” lub „raport”. Wydawcą i właścicielem gazety był Julius Adolph von Söhne. Po raz ostatni ukazała się prawdopodobnie 15 grudnia 1632 roku. Czytelnikami gazety byli przede wszystkim prawnicy. W zbiorach Gottfried-Wilhelm-Leibniz-Bibliothek w Hanowerze znajduje się świetnie zachowany egzemplarz z 1609 roku.